# Enforcement Acts
Les Enforcement Acts sont une série de trois lois adoptées par le Congrès des États-Unis entre 1870 et 1871 pour protéger les droits constitutionnels des Afro-Américains menacés par les actes terroristes du Ku Klux Klan dans les États du Sud.
Ces trois lois sont :
1. La loi du 31 mai 1870 qui interdit toute forme de violation du droit de vote, que toute violation serait un crime fédéral.
2. La loi du 28 février 1871 qui prévoyait un contrôle fédéral de l'inscription des électeurs sur les listes électorales et des élections afin d'éviter les fraudes dans les urnes et de sanctionner les intimidations verbales ou physiques envers les électeurs afro-américains noirs.
3. La loi du 20 avril 1871, communément appelée le Ku Klux Klan Act qui criminalise la résistance violente à l'autorité fédérale, afin de protéger les fonctionnaires civils et militaires qui appliquent les mesures de la Reconstruction.

## LesEnforcements Actscomme réponse au refus sudiste des droits civiques

### Le XIII° amendement
Quand le 9 avril 1865, les armées confédérées déposent les armes, c'est la victoire du Nord sur le Sud, mais aussi victoire de la Constitution qui met fin à toute légitimité du droit à faire sécession, et enfin d'un repositionnement de la souveraineté de l'autorité fédérale. Le président Abraham Lincoln est conforté dans sa politique abolitionniste après sa Proclamation d'émancipation, il va pouvoir conclure cette guerre civile par le XIII° amendement. Amendement qui sera l'aboutissement de toutes les luttes abolitionnistes menées par les Blancs et par les Afro-américains depuis la création de la Pennsylvania Abolition Society à Philadelphie le 14 avril 1775 et par un renversement de situation du pouvoir économique.

#### Rappel
Lors de l'élaboration de la Constitution américaine ce sont les propriétaires des états du Sud qui sont prospères grâce, entre autres, à leur production cotonnière et qui ont pu imposer leur droit à posséder des esclaves contre l'avis de Pères de la Nation comme Benjamin Franklin. Mais depuis, le Nord s'est industrialisé et s'est enrichi face à un Sud basé sur une économie agrarienne et latifundiaire, économie menacée par les productions cotonnières du Mexique,,,. Face à un Sud conservateur sur le déclin, de plus en plus d'Américains considèrent l'esclavage comme inhumain et surtout incompatible avec les concepts de liberté publique et de liberté individuelle. Cette contradiction entre les valeurs américaines et l'esclavage est souligné par le compagnon de route d'Alexis de Tocqueville lors de son voyage aux États-Unis, Gustave de Beaumont, qui dans son roman Marie ou l'esclavage aux États-Unis, tableau de mœurs américaines édité en 1840 souligne la contradiction entre un pays qui se revendique comme étant le modèle de la Démocratie et un pays où l'esclavage massif existe, où les esclaves sont privés de toutes les libertés et droits politiques, civils, naturels. La puissance des états du Nord abolitionnistes fait redouter que ceux-ci utilisent le pouvoir fédéral pour imposer son contrôle sur les états du Sud esclavagistes. La question de l'esclavage se redouble d'une question de droits des états vis à vis du Congrès de Washington.Le conflit politique et juridique sur l'esclavage s'intensifie jusqu'au milieu du XIXe siècle, les pamphlets se multiplient et les sudistes ont bien du mal à justifier l'esclavage, la tension trouve son dénouement avec la guerre de sécession.

#### La nécessité du XIII° amendement
La proclamation d'émancipation est une décision de guerre et juridiquement elle n'est qu'une proclamation présidentielle, pour être effective de façon permanente, il faut qu'elle se transforme soit en loi du Congrès soit en amendement, dans le contexte et vu le changement de droits que cela entraînait il était nécessaire que l'abolition de l'esclavage devienne un amendement. Le 8 avril 1864, le Sénat vote la proposition puis le 31 janvier 1865, la Chambre des représentants adopte l’amendement après des débats houleux. Le Congrès ayant voté l'amendement il est présenté à Abraham Lincoln qui le signe pour promulgation le 1er février 1865. Ce n'est qu'une première étape, il faut qu'il soit ratifié pas les trois quarts des états. Lincoln ne verra pas la ratification car il est assassiné le 15 avril 1865, la ratification est obtenue le 6 décembre 1865,,,.

### L'ère de la reconstruction

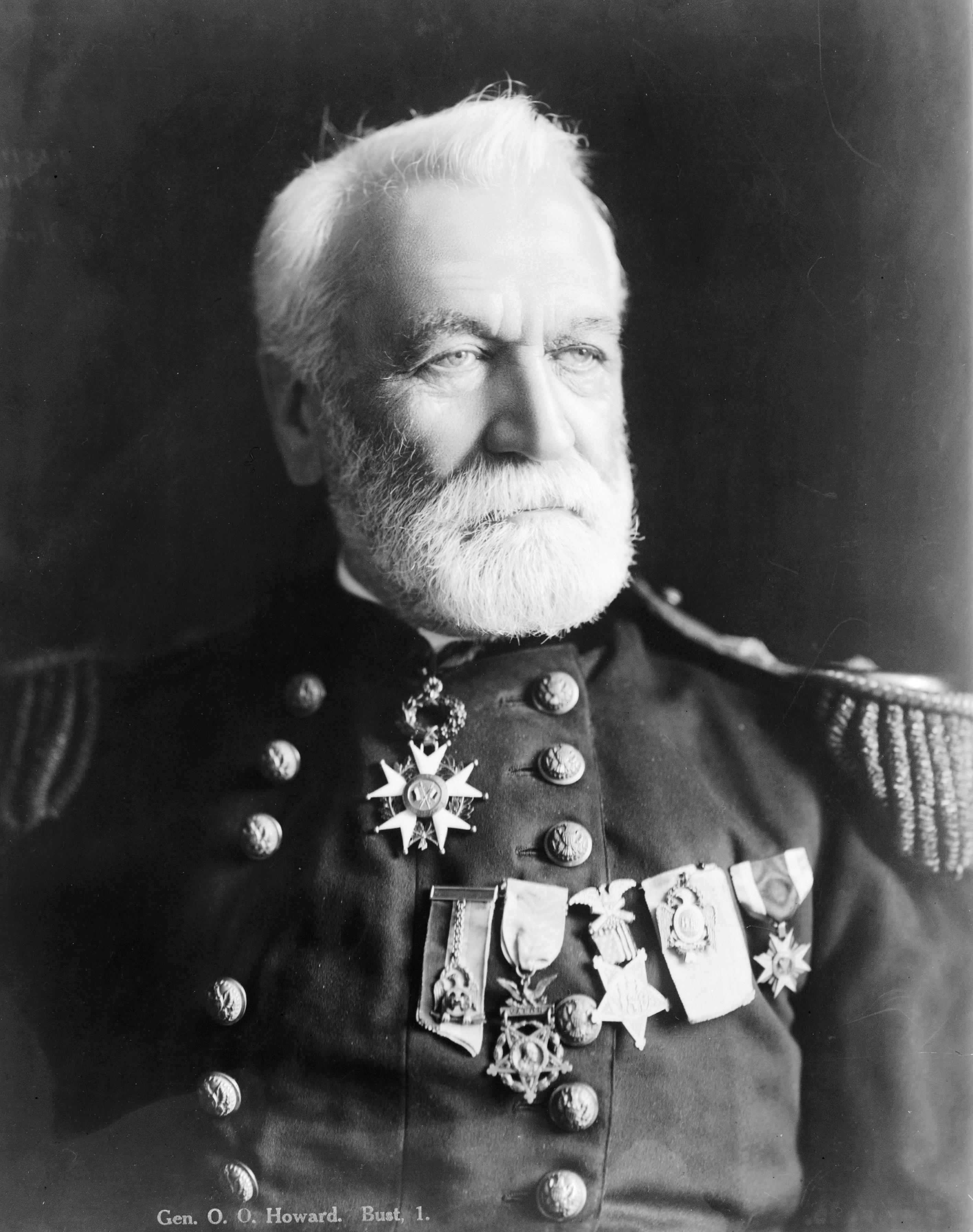
Général Oliver Otis Howard

La reddition du Général Lee est la victoire des Afro-Américains qui vont enfin tourner la page de l'esclavage commencée il y a 250 ans. Cette défaite du Sud est aussi la victoire des sudistes conscients que leur système économique basé sur l'esclavage les menait à une récession économique et à une stérilisation culturelle et intellectuelle. Avec la fin de la guerre c'est une nouvelle ère qui s'ouvre pour les États-Unis, de nouvelles organisations sociales et économiques, l'essor de nouvelles technologie et industries. Cela commence par la reconstruction d'un Sud dévasté, ruiné qui ne peut être résolu de façon locale mais de façon fédérale, se pose également le problème de l'insertion socio-économique des quatre millions d'anciens esclaves, dont la majorité est illettrée. Cette nouvelle ère qui va durer de 1865 à 1877 porte le nom d'ère de la Reconstruction (Reconstruction Era),,,. En Avril 1865 Andrew Johnson succède à Abraham Lincoln, sa première tâche est mettre en place des dispositifs pour permettre une réintégration des états sécessionnistes au sein de l'Union. Il amnistie les Blancs du Sud qui récupèrent ainsi leurs droits constitutionnels. Cette amnistie ne concerne ni les riches planteurs esclavagistes, ni les leaders politiques et militaires de l'ex-Confédération. Le 3 mars 1865, sous l'impulsion du général Oliver Otis Howard, pour assurer l'insertion sociale, professionnelle et politique des anciens esclaves, est créé une agence fédérale : le Bureau des réfugiés, des affranchis et des terres abandonnées. Cette agence fournit vêtements, alimentation aux Afro-Américains, mais aussi et surtout construit plus de 1 000 écoles à destination des Afro-Américains, dépense plus de 400 000 $ pour contribuer au développement des universités historiquement noires,,,,.

### Les Black Codes
Dès que les sudistes acceptent leur réintégration dans l'Union, ils se posent le problème du contrôle des Afro-Américains, comment limiter leurs droits tout en respectant le XIII° amendement. C'est ainsi que naissent de façon locale, comme le leur autorise la loi, des règlements locaux les Black Codes. Ces réglementations réduisaient fortement l'accès à l'emploi des Afro-Américains les cantonnant ceux d'ouvriers agricoles ou de domestiques, ils n'avaient ni le droit de vote, ni aucun droits civiques, n'étant pas considérés comme des citoyens. Exemple, en Caroline du Sud, les employés Afro-américains devaient se montrer dociles, silencieux, ordonnés, logés au domicile de leurs employeurs. Tout incartade pouvant être sanctionnée par la flagellation. Ils ne peuvent ester en justice contre des Blancs et encore moins être juré. Tout emploi autre que celui d'ouvrier agricole ou de domestique devait être conditionné à l'obtention d'une licence accordée par un tribunal,.

### Le XIV° amendement
Ces Black Codes ne sont qu'une adaptation des anciens Slaves Codes, les Républicains y voient un retour sournois à la situation d'avant la Guerre de sécession. De plus le XIII° amendement n'avait pas aboli l'arrêt de la Cour suprême concernant l'affaire Scott v. Sandford qui avait jugé qu'un Afro-Américain dont les ancêtres ont été amenés aux États-Unis et vendus comme esclaves, qu'il soit réduit en esclavage ou libre, ne pouvait être un citoyen américain et ne pouvait pas exercer une action en justice devant les tribunaux fédéraux, et que le gouvernement fédéral n'avait pas le pouvoir de réglementer l'esclavage dans les territoires fédéraux acquis après la création des États-Unis,,. Pour l'abolir et permettre l'accès des Afro-Américains à la citoyenneté américaine, le sénateur de l'Illinois Lyman Trumbull présente le Civil Rights Act de 1866 qui définit la citoyenneté américaine avec les droits civiques qui y sont attachés, incluant les Afro-Américains émancipés par le XIII° amendement et garantissant l’égalité des droits civiques pour tous. Il est adopté par le Congrès le 9 avril 1866,,,. C'est la première étape qui va conduire à l'adoption du Quatorzième amendement qui donnera l'égalité des droits civiques aux Afro-Américains et plus généralement à toute personne née ou naturalisée aux États-Unis et interdisant toute restriction à ce droit. Le représentant de l'Ohio, John Bingham dépose le projet d’amendement au mois de mars 1866,, il est principalement soutenu par Thaddeus Stevens et Charles Sumner, le XIV° amendement est adopté par le Congrès le 18 juin 1866 puis ratifié le 9 juillet 1868. Et pour éviter que les esclavagistes puissent revenir au pouvoir le XIV° amendement interdit aux anciens élus et militaires qui ont soutenu la Confédération de se présenter au Sénat ou à la Chambre des représentants ou à toute charge fédérale. Cet amendement est jugé imparfait par les républicains les plus engagés dans la cause abolitionniste car il laisse de côté le droit de vote des Afro-Américains qui fera l'objet du XV° amendement,,.

### Le XV° amendement

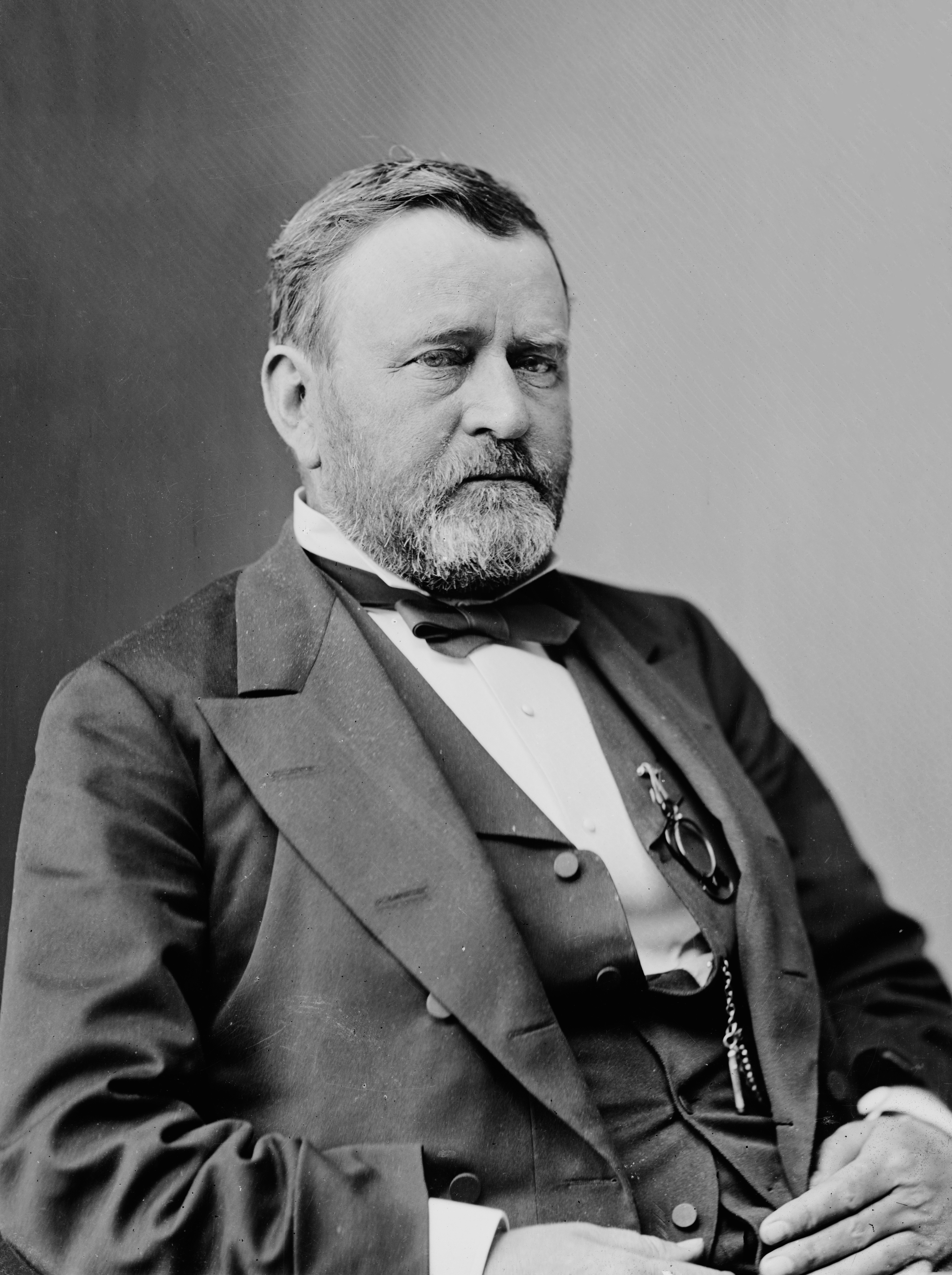
Ulysses S. Grant

Cet amendement va s'imposer avec l'émergence du Ku Klux Klan,, qui sous la direction de Nathan Bedford Forrest,ex-général de cavalerie de l'armée confédérée et ancien marchand d'esclaves, va mener des actions terroristes contre les Afro-Américains et les Blancs qui les soutiennent de 1867 à 1871. Forrest sillonne les états du Sud pour y tenir des réunions et saboter les réunions électorales des Républicains. Chacune de ses apparitions est suivie d'une vague de violences contre les Afro-Américains. Les membres du KKK font irruption dans leurs maisons pour les fouetter ou les assassiner en les pendant aux arbres ou les brûlant vifs dans des cages. Certaines femmes enceintes sont éventrées et des hommes castrés. Les Blancs du Bureau des réfugiés qui instruisent les Afro-Américains sont également visés par le Ku Klux Klan ainsi que les carpetbaggers. On estime que lors de cette campagne présidentielle, le KKK a assassiné ou blessé plus de 2 000 personnes rien qu'en Louisiane. Au Tennessee, de juin à octobre 1867, il est fait part de vingt cinq meurtres, de quatre viols et de quatre incendies. Sous la pression de la terreur, les comtés de Giles et de Maury se sont vidés de leurs habitants afro-américains et blancs loyaux au gouvernement fédéral. Ces opérations terroristes ont un but empêcher les Afro-Américains et les Blancs loyalistes de pouvoir voter ni même de s'inscrire sur les listes électorales,,,,,,. Les actions terroristes du Klan atteignent un summum d'audace, quand le 18 mai 1870, une bande de membres du Klan font irruption dans le palais de justice du comté de Caswell, et poignardent à mort le sénateur républicain John W. Stephens pour ensuite aller molester et injurier sa famille,. D'autres élus Républicains sont assassinés : le représentant James Martin, le sénateur de la Caroline du Sud Benjamin F. Randolph, les représentants Benjamin Inge, Richard Burke.
Le 4 mars 1869, Ulysses S. Grant prend ses fonctions de Président des États-Unis. Bien décidé à en finir avec les exactions du Klan, il lance, pour parachever les Reconstruction acts, le processus qui aboutit à l'adoption du Quinzième amendement de la Constitution des États-Unis, qui garantit le droit de vote des Afro-Américains, amendement qu'il signe le 30 mars 1870 en proclamant « C'est l'événement le plus important qui soit arrivé depuis la naissance de la nation [...] c'est une révolution aussi grande que celle de 1776 », l'amendement est ratifié le 3 février 1870,,,.

## LesEnforcement Act
Parallèlement pour compléter le Quinzième amendement, sur l'initiative d'Ulysses Grant, le Congrès va promulguer trois lois distinctes que le Congrès 1870 et 1871 appelées Enforcement Acts afin de d'imposer l'effectivité des droits constitutionnels des Afro-Américains, de protéger leur droit de vote, d'occuper des fonctions, de siéger dans des jurys et de bénéficier de l'égale protection des lois. Les trois projets de loi adoptés par le Congrès étaient la loi sur l'application de la loi de 1870, la loi sur l'application de la loi de 1871 et la loi sur le Ku Klux Klan. le 31 mai 1870, le Congrès vote le premier des Enforcement Acts. Cette première loi interdit la discrimination pratiquée par les officiers d'état civil pour l'inscription des Afro-Américains sur les listes électorales et prévoit le recours à l'United States Marshals Service, voire à l'armée en cas de fraudes, d'intimidations physiques. Le 20 avril 1871, la loi Ku Klux Klan (The Klan Act) est votée au Congrès des États-Unis pour abolir l'organisation terroriste. C'est ainsi par exemple que neuf comtés de la Caroline du sud sont placés sous la loi martiale pour démanteler le Klan. Plusieurs milliers de membres du KKK sont arrêtés. La plupart sont libérés, faute de témoins, de preuves. Le Klan en tant qu'organisation active disparaît rapidement. Il est officiellement interdit en 1877,,, D'autres organisations comme la White League sont alors créées par d'anciens membres du Klan. Elles continuent de mener des campagnes de lynchage et de terreur, mais elles n'ont ni l'importance et ni l'influence du Ku Klux Klan original,,. Après la période de la Reconstruction, la plupart des institutions des anciens États confédérés repassent sous le contrôle des Sudistes racistes et instaurent la ségrégation raciale par les lois Jim Crow.

## LesEnforcements Actscontournés par lois Jim Crow et les lois ségrégatives

### Un titre de loi infamant
Pour entraver les nouveaux droits des Afro-Américains les États du sud utilisent deux dispositifs, le premier est un dispositif d'intimidation par le terrorisme avec le Ku Klux Klan (KKK), l'autre légal, réglementaire : les lois Jim Crow issues des Black Codes,. Ces lois dites Jim Crow désignent les différentes lois que les états du Sud et d'autres ont mis en place pour entraver l'effectivité des droits constitutionnels des Afro-Américains, elles commencent en 1877 et seront abolies dans la fin des années 1960 avec l'adoption de différents lois fédérales mettant fin à la ségrégation raciale sur l'ensemble du territoire des États-Unis : le Civil Rights Act de 1964, le Voting Rights Act de 1965 et le Civil Rights Act de 1968.
Le terme Jim Crow trouve son origine dans la culture populaire américaine par une chanson de 1828, Jump Jim Crow , imitation caricaturale et raciste d'un esclave afro-américain créée par l'auteur Thomas Dartmouth « Daddy » Rice (1808–1860).

### L'arrêtHall v. DeCuiret la légalisation de la ségrégation
Les Lois Jim Crow vont pouvoir légalement se développer grâce à un arrêt de la Cour suprême. Tout commence sur un bateau à vapeur le Governor Allen qui relie La Nouvelle Orléans dans la Louisiane à Vicksburg dans le Mississippi. Monsieur Benson, propriétaire et capitaine du bateau entre en conflit avec l'une de ses passagères madame DeCuir, une Afro-Américaine. Cette dernière, pour se reposer, désire utiliser une cabine réservée aux Blancs, Benson le lui interdit, il lui dit qu'elle doit se rendre dans la galerie des cabines réservées aux personnes de couleur. Or, cette injonction ségrégative est contraire au XIV° amendement ratifié par la Louisiane, d'autant plus que le bateau, naviguant sur le Mississippi et donc traversant plusieurs états, son règlement ne saurait dépendre des diverses lois ségrégationnistes édictées par les états traversés mais des seules décisions du Congrès de Washington. Pour savoir si la décision de la compagnie fluviale est constitutionnelle, monsieur Hall, qui reprend le litige après le décès du capitaine Benson, présente en 1870 l'affaire à la Cour suprême, c'est le cas Hall v. DeCuir. En 1877, la Cour suprême rend enfin son arrêt. Dans ses attendus, la Cour suprême constate que le Mississippi traverse des états dont certains n'ont pas ratifié le XIV° amendement, donc en toute logique, une compagnie de transport inter-états devrait se soumettre à différentes lois contradictoires, ainsi selon l'état traversé la discrimination ira jusqu'à refuser l’accès d'une personne de couleur, selon un autre ce sera la mixité et enfin dans un dernier cas la ségrégation. Devant ce qui apparaît comme une entrave à la libre circulation des entreprises de transports en commun, la Cour suprême arrête qu'à partir du moment où une compagnie de transport en commun ouvre le même service à ses clients blancs comme de couleur mais dans des compartiments, des cabines, des places séparées, cela est conforme à la Constitution. Cet arrêt ouvre la porte à la ségrégation raciale et aux différentes lois Jim Crow qui vont imposer la ségrégation non seulement dans les transports en commun (bateaux, trains, diligences, etc.) mais dans l'ensemble des espaces et des services publics comme les écoles, les restaurants, les toilettes, les hôpitaux, les églises, les bibliothèques, les manuels scolaires, les salles d'attente, les salles de spectacles, les logements, les prisons, les pompes funèbres, les cimetières, un peu partout dans le sud vont fleurir des panneaux For White Only ,,,,.

### Ségrégués de la naissance à la mort
Les lois Jim Crow limitent l'ensemble de la vie sociale, économique et politique des Afro-Américains de leur naissance jusqu'à leur mort. En rajoutant, à la ségrégation, des restrictions aux droits à la propriété, à établir son entreprise, à l'éducation, à se marier en dehors de sa "race", les interactions avec les blancs sont limités au strict nécessaire professionnel. Ces lois s'appliquent d'autant plus facilement que les juges et les forces de polices sont des Sudistes acquis aux thèses racistes et ségrégationnistes qui invalident tout recours, toute contestation. Pour éliminer le poids du vote des Afro-Américains dans les élections, quand le terrorisme du Klan ou de la White League est jugé insuffisant, dans certains comtés une taxe est créée pour avoir le droit de vote, puis se généralisent les tests pour vérifier l'aptitude intellectuelle à voter. Les questions sont d'une difficulté inhabituelle comparées à celles posées au Blancs, comme être capable de réciter la Constitution et ses différents amendements, ou bien les questions sont absurdes du genre « How many angels can dance on the head of a pin / Combien d'anges peuvent-ils danser sur la pointe d'une épingle ? » ou « How many bubbles in a soap bar / Combien de bulles peut-on faire avec une savonnette ? ». Seule une minorité d'Afro-Américains arrive à voter et quand elle le fait, souvent, les représailles tombent, au mieux le fouet, au pire la pendaison sommaire ou l'exécution des votants et de leur famille,,,,.
Les différents mouvements et actions visant l'application des droits civiques auront pour objet l'abrogation de ces différentes lois, notamment par la saisine de la Cour Suprême pour demander des arrêts au sujet de situations de ségrégation pour en vérifier la constitutionnalité.

## Pour approfondir